# Boks na Igrzyskach Ameryki Środkowej i Karaibów 1935
Boks na Igrzyskach Ameryki Środkowej i Karaibów 1935 – jedna z dyscyplin sportowych rozgrywana na Igrzyskach Ameryki Środkowej i Karaibów 1935 w salwadorskim mieście San Salvador. Zawodnicy rywalizowali w ośmiu kategoriach wagowych, a zawody w trwały od 16 marca do 5 kwietnia. Podani zostani tylko potwierdzeni medaliści

## Medaliści
| Kategoria                 | Złoty                     | Srebrny                   | Brązowy                                         |
| waga musza (50,8 kg)      | Juan Parra · Meksyk       | Carlos González · Kuba    | Jorge Arroyo · Gwatemala                        |
| waga kogucia (53,5 kg)    | Fidel Ortiz · Meksyk      | Alberto Coyoy · Gwatemala | Carlos Herrera · Kuba · Roberto Acosta · Panama |
| waga piórkowa (57,2 kg)   | Rafael Nava · Meksyk      | Ángel Calvo · Kuba        | Abelardo Nulia · Gwatemala                      |
| waga lekka (61,2 kg)      | Ricardo Panay · Panama    | Armando Díaz · Kuba       | José Hernández · Meksyk                         |
| waga półśrednia (66,7 kg) | Emilio Ballado · Meksyk   | Alberto Allan · Panama    | Claudio Marticorena · Kuba                      |
| waga średnia (72,6 kg)    | Gabriel Rocha · Meksyk    | Edurado Señales · Panama  | Gilberto Bello · Kuba                           |
| waga półciężka (79,4 kg)  | Manuel García · Kuba      |                           |                                                 |
| waga ciężka (+79,4 kg)    | Wilfredo Rodríguez · Kuba |                           |                                                 |

## Klasyfikacja medalowa (niekompletna)
| Poz. | Państwo   |   |   |   | Razem |
| ---- | --------- | - | - | - | ----- |
| 1    | Meksyk    | 5 | 0 | 1 | 6     |
| 2    | Kuba      | 2 | 3 | 3 | 8     |
| 3    | Panama    | 1 | 2 | 1 | 4     |
| 4    | Gwatemala | 0 | 1 | 2 | 3     |